# Nabonassar
Nabonassar var en kung i Babylonien 747-735 f. Kr.
Nabonassar stod under politiskt beroende av Assyrien. Med hans regeringstillträde den 26 februari 747 f. Kr. börjar en noggrann lista över Babylons kungar, försedd med astronomiska data som är synnerligen betydelsefull för antikens kronologi.
Under Nabonassars regering antogs en ny exaktare tideräkning med ett år som utgår från vårdagjämningen. Dagen ifråga brukar kallas för epoken i Nabonassars era och introducerades av Klaudios Ptolemaios i medelhavsvärldens tideräkning.